# Danny Buderus

a Compétitions nationales et continentales officielles uniquement.

b Matchs officiels uniquement.
Danny Buderus, né le 6 février 1978 à Taree, est un joueur de rugby à XIII australien évoluant au poste de talonneur ou de demi de mêlée depuis les années 1990. Au cours de sa carrière, il a notamment le prix de meilleur joueur de National Rugby League en 2004. Il a évolué sous les couleurs de Newcastle Knights en NRL avant de rejoindre l'hémisphère nord et le club de Leeds Rhinos en 2009. Il a également porté le maillot de la sélection d'Australie, des New South Wales Blues pour le State of Origin et de County pour le City vs Country Origin.